# Иващенко, Игорь Георгиевич
И́горь Гео́ргиевич Ива́щенко (5 августа 1938 — 27 ноября 2020) — советский, российский дипломат. Чрезвычайный и полномочный посол (1993).

## Биография
Окончил Московский государственный институт международных отношений (МГИМО) МИД СССР (1962), Высшую дипломатическую школу МИД СССР (1972) и факультет повышения квалификации при Дипломатической академии МИД СССР (1989). Владеет арабским, английским и французским языками. 
На дипломатической работе с 1962 года.
- В 1960—1961 годах — переводчик в Посольстве СССР в Ливане.
- В 1962—1965 годах — секретарь Генерального консульства СССР в Алеппо (Сирия).
- В 1965—1967 годах — старший референт Отдела стран Ближнего Востока МИД СССР.
- В 1967—1970 годах — атташе, третий секретарь, второй секретарь Посольства СССР в Йеменской Арабской Республике.
- В 1972—1976 годах — первый секретарь Посольства СССР в Ираке.
- В 1987—1991 годах — советник-посланник Посольства СССР в Ливане.
- С 18 марта 1991 по 14 апреля 1995 года — чрезвычайный и полномочный посол СССР, затем Российской Федерации в Йеменской Республике[1][2].
- В 1995—1998 годах — главный советник Департамента Ближнего Востока и Северной Африки МИД Российской Федерации.
- С 26 августа 1998 по 25 марта 2004 года — чрезвычайный и полномочный посол Российской Федерации в Гвинейской Республике и Республике Сьерра-Леоне по совместительству[3][4].

Похоронен на Ваганьковском кладбище.

## Семья
Был женат, имел двоих детей.

## Дипломатический ранг
- Чрезвычайный и полномочный посланник 1 класса (18 марта 1991)[5].
- Чрезвычайный и полномочный посол (18 октября 1993)[6].